# Campanula dzyschrica
Campanula dzyschrica là loài thực vật có hoa trong họ Hoa chuông. Loài này được Kolak. mô tả khoa học đầu tiên năm 1951.